# Joe LaBarbera

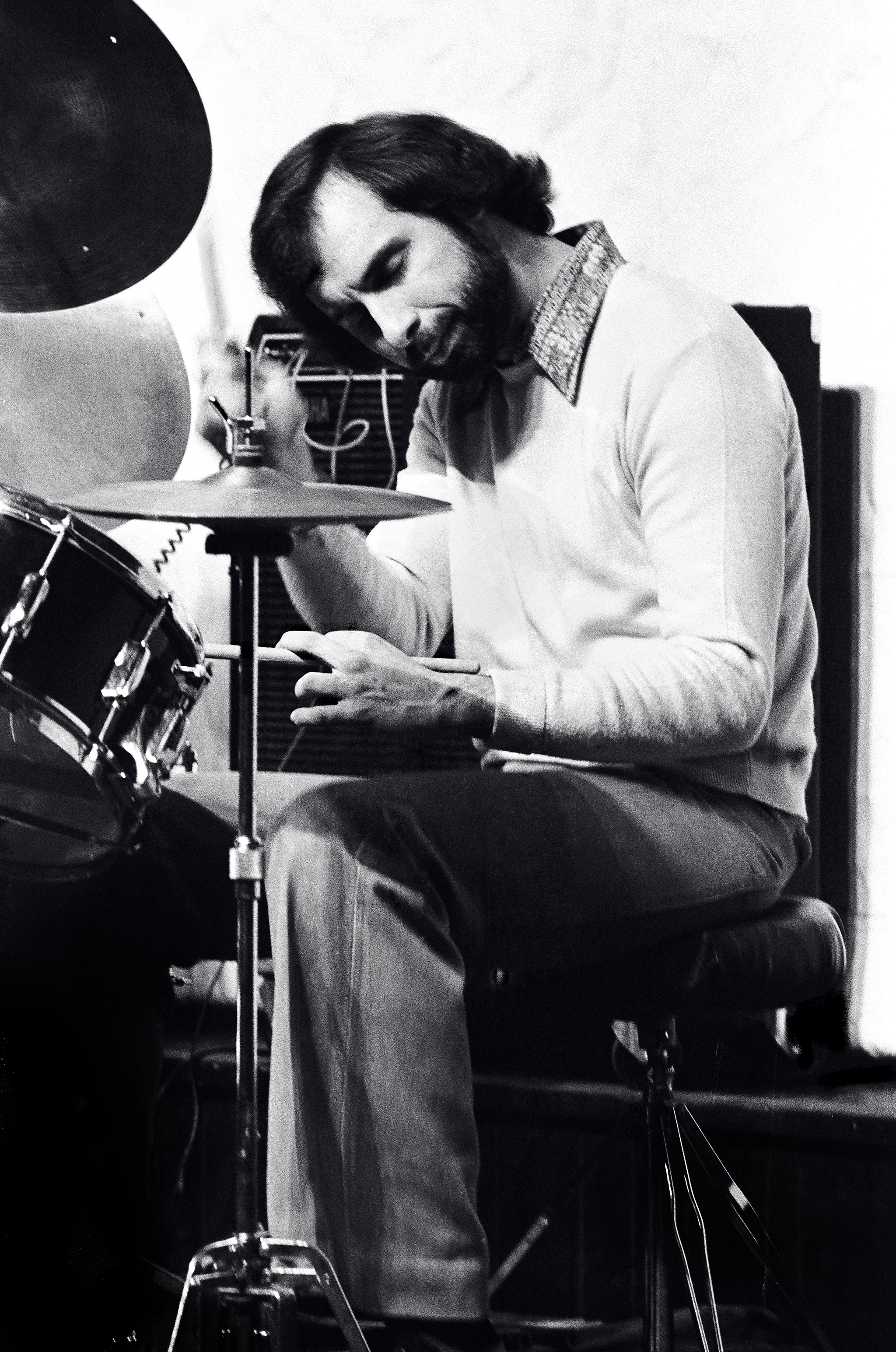
Joe LaBarbera 1978

Joseph James LaBarbera (* 22. Februar 1948 in Mount Morris in New York) ist ein US-amerikanischer Jazz-Schlagzeuger und Komponist, bekannt als Mitglied des letzten Trios von Bill Evans.

## Leben und Wirken
Joe LaBarbera ist der jüngere Bruder des Saxophonisten Pat LaBarbera und des Trompeters und Arrangeurs John LaBarbera. Er erhielt von seinem Vater Unterricht in Schlagzeug, Klarinette und Saxophon, spielte in der Familien-Band und studierte 1966 für zwei Jahre am Berklee College of Music in Boston bei Alan Dawson, Charlie Mariano, John LaPorta und Herb Pomeroy. Danach war er zwei Jahre in einer US-Army Band in Fort Dix, New Jersey. In den 1970er Jahren spielte er mit Gap Mangione (1970), im Quartett von Chuck Mangione (mit Unterbrechungen 1972 bis 1979) und 1971 bis 1973 bei Woody Herman. Als Freelancer in New York arbeitete er u. a. mit Phil Woods, Art Farmer, Jim Hall, Gary Burton, Art Pepper, John Scofield, Bob Brookmeyer und Toots Thielemans.
1979 erschien LaBarberas erstes Album unter eigenem Namen („Coincidence“).  Ab 1978 war er für zwei Jahre mit dem Bassisten Marc Johnson im letzten Trio von Bill Evans; außerdem trat er mit Bob Brookmeyer auf (The Bob Brookmeyer Small Band, 1978). Danach spielte er in den 1980er Jahren u. a. mit dem Sänger Tony Bennett (für 12 Jahre), Jim Hall, Phil Woods, Conte Candoli,  und Scott Hamilton. Seit 1986 unterrichtete er an der Arizona State University und ab 1993 am „California Institute of the Arts“ in Valencia bei Los Angeles (wo er seit 1987 wohnt), unterrichtet aber auch an vielen anderen Schulen und im „Bud Shank Jazz Workshop“ in Port Townsend in Washington. Er spielte ab Anfang der 1990er Jahre mit eigenem Quintett  und z. B. mit Billie Mays, Randy Brecker, Eddie Daniels, Alan Broadbent,  Kenny Wheeler, Baseline (mit John Abercrombie und Hein van de Geyn), Bud Shank (Südamerika Tournee), Lee Konitz (Japan Tour), Diane Schuur, der WDR Big Band und mit seinem Bruder Pat in der Band J.M.O.G.
1999 gründete er mit Tom Warrington, Larry Koonse und Clay Jenkins das Label „Jazz Compass“, wo auch seine erste Aufnahme unter eigenem Namen erschien („The Joe LaBarbera Quintet Live“).